# Clément Magloire-Saint-Aude
Clément Magloire-Saint-Aude (geb. 2. April 1912 in Port-au-Prince; gest. 27. Mai 1971 ebenda) war ein haitianischer Dichter von « d'ascendance mi-noire mi-caraïbe». Er schloss sich der indigenen Bewegung der Griots an, bevor er 1941 André Breton und den Surrealismus entdeckte. In diesem Jahr veröffentlichte er auch Dialogue de mes lampes. Die haitianische Poetik wurde durch sein Werk und seinen Einfluss inspiriert.

## Werke und Ausgaben
- Dialogue de mes lampes, suivi de Tabou et de Déchu, 1941, J. Veuillet, Paris, 1970
- Dimanche, Éditions Maintenant, Paris, 1973
- Dialogue de mes lampes et autres textes. Œuvres complètes, Jean-Michel Place éditeur, Paris, 1998
- Veillée, Mémoire d’encrier, Montréal, 2004